# لوكاس راث
لوكاس راث (بالألمانية: Lukas Rath)‏ هو لاعب كرة قدم نمساوي في مركز الدفاع، ولد في 18 يناير 1992 في Oberwart ‏ في النمسا. شارك مع منتخب النمسا تحت 17 سنة لكرة القدم ومنتخب النمسا تحت 19 سنة لكرة القدم ومنتخب النمسا تحت 20 سنة لكرة القدم ومنتخب النمسا تحت 21 سنة لكرة القدم ومنتخب النمسا لكرة القدم. أما مع النوادي، فقد لعب مع نادي ماترسبرغ.

## وصلات خارجية
- لوكاس راث على موقع قاعدة بيانات كرة القدم.إي يو (الإنجليزية)
- لوكاس راث على موقع بيانات كرة القدم. دي إي (الألمانية)
- لوكاس راث على موقع Soccerway.com (الإنجليزية)
- لوكاس راث على موقع عالم كرة القدم.نت (الإنجليزية)